# 万有製薬
万有製薬株式会社（ばんゆうせいやく、英: BANYU PHARMACEUTICAL CO.,LTD、登記上の商号: 萬有製薬株式会社）は、かつて存在した日本の製薬会社である。
長くアメリカ合衆国のメルク・アンド・カンパニーと提携関係にあったが、1984年（昭和59年）には同社の子会社となり、2004年（平成16年）にはメルク・アンド・カンパニーの日本法人となった。
さらに2010年（平成22年）、シェリング・プラウ株式会社との事業統合を機にMSD株式会社へ改組、「萬有（万有）」の名前も消滅した。

## 概説

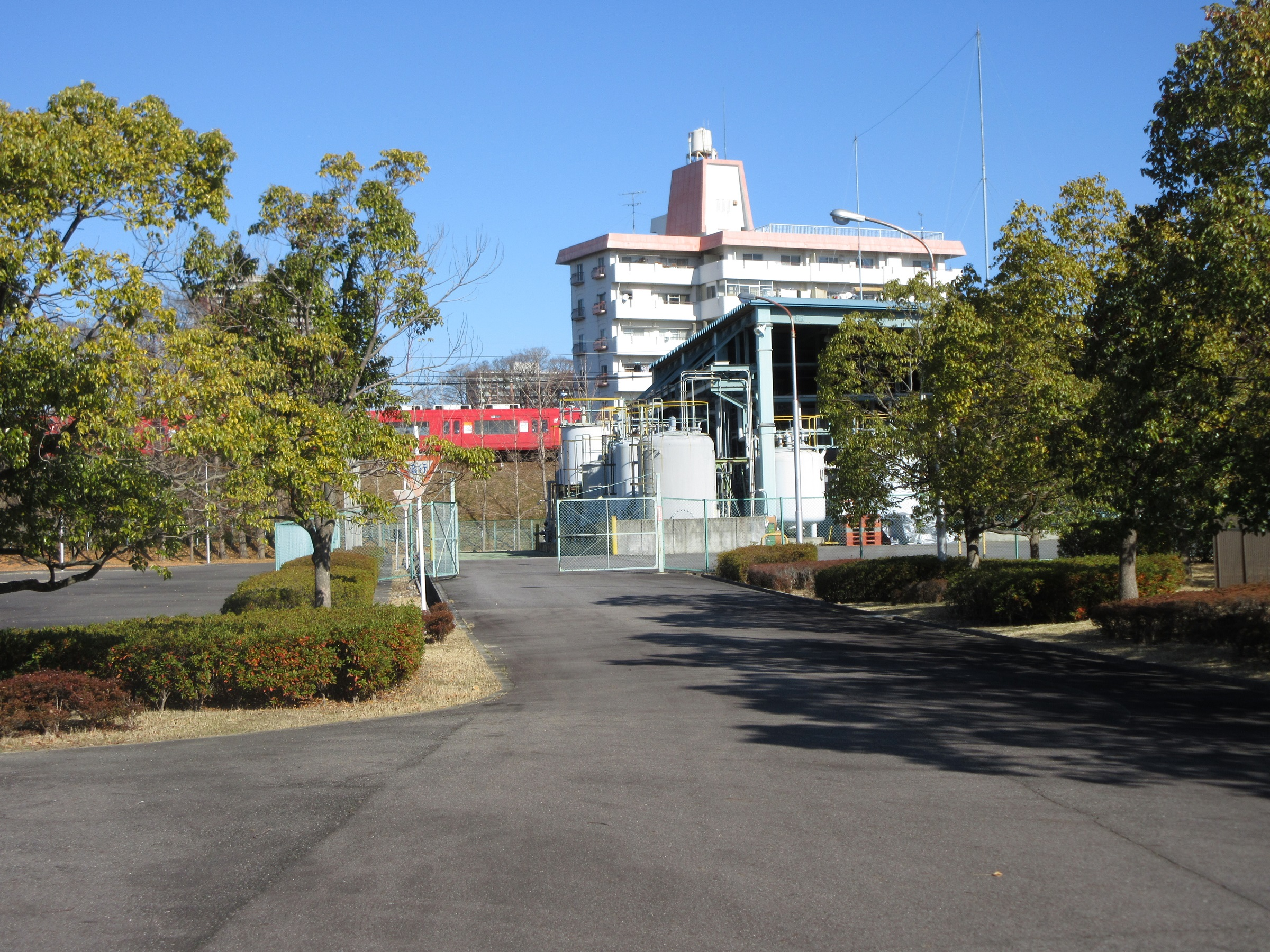
旧萬有製薬岡崎工場跡地（愛知県岡崎市久後崎町）。終戦直後、岡崎工場は有数のペニシリン生産量を誇った。

循環器系薬剤、抗炎症薬剤、抗生物質薬剤に強かった。AGA（男性型脱毛症）の点では、キャンペーン活動などいろいろと取り組んでいた。また、かつては東京証券取引所第一部に上場していたが、2003年（平成15年）に米国メルク社（Merck & Co.）が公開買付けを実施して同社の100％日本法人となった際に上場廃止となった。
さらに、2009年（平成21年）11月、親会社の米国メルク社がシェリング・プラウ社を買収したことに伴い、翌2010年（平成22年）10月1日に、シェリング・プラウ日本法人と事業統合した。同時に、社名も米国メルク社の日本法人として、米国メルク社（Merck & Co.）のアメリカ、カナダ以外の地域での名称「MSD (Merck Sharp and Dohme)」を冠した「MSD株式会社」に変更された。

## 沿革
- 1915年8月 - サルバルサン（梅毒の特効薬）の合成に成功。同年、「萬有合資会社」を創立。
- 1917年 - 株式会社に改組し、「萬有舎密（せいみ）株式会社」に改称。
- 1925年6月 - 「萬有製薬株式会社」に改称。
- 1946年 - ペニシリン公認製造許可第1号を取得。
- 1952年 - 米国メルク社と販売提携（副腎皮質ホルモン製剤「コートン錠」）。
- 1954年 - 米国メルク社との合弁会社、日本メルク萬有株式会社 (NMB) を設立。
- 1961年 - 東京証券取引所第一部に上場。
- 1963年 - 解熱鎮痛剤「バファリン」発売。
- 1968年 - 解熱鎮痛剤「エキセドリン」発売。
- 1976年 - 目薬「スマイル」発売。
- 1982年 - 米国メルク社、萬有発行済み株式の5％取得。
- 1984年 - NMBの株式を100％取得し、完全子会社化。
- 1984年 - 米国メルク社の持ち株比率が50.02％となり、米国メルク社の傘下へ。
- 1986年 - 降圧薬「レニベース®」発売。慢性心不全治療に使われるACE阻害薬の標準薬。
- 1986年 - カルバペネム系抗生剤「チエナム®」発売。
- 1988年11月 - 肺炎球菌ワクチン「ニューモバックス®」発売。
- 1991年 - 高脂血症治療剤「リポバス®」発売。
- 1992年 - つくば研究所を開設。
- 1998年 - 降圧薬「ニューロタン®」発売。世界初の持続性アンジオテンシンII (A-II) アンタゴニストでニュークラスの降圧薬。
- 2000年 - 社名表記を「萬有」から「万有」に変更（登記上の商号は「萬有」のまま変わらず）。
- 2001年 - 骨粗しょう症治療薬「フォサマック®」発売。
- 2001年 - 気管支喘息治療薬「シングレア®」発売。
- 2003年 - 米国メルク社、株式公開買付けにより未所有分の万有製薬普通株式を取得し、100％子会社化すると発表。同年、東京証券取引所第一部上場廃止。
- 2004年 - 米国メルク社の100％日本法人へ。
- 2005年 - AGA（男性型脱毛症）治療薬「プロペシア®」発売。この製品の販売・発売が開始されたため、翌年の2006年からAGA（男性型脱毛症）の事業を本格的に開始し、同年の11月から人気お笑い芸人の爆笑問題をAGA（男性型脱毛症）のCMイメージキャラクターとして起用した。
- 2005年 - コーポレートマークを米国メルク社と同じマークに変更
- 2005年 - 妻沼事業所（埼玉県熊谷市）の製剤研究所、岡崎事業所（愛知県岡崎市）の合成技術研究所及び工場を2006年に閉鎖することを発表。これに伴い、同事業所所属社員をリストラした。
- 2006年 - 「ニューロタン®」錠が「2型糖尿病性腎症」の適応症追加。初の国際共同治験での適応症取得
- 2006年 - 週一回服用タイプ骨粗鬆症治療薬「フォサマック®35mg」発売
- 2006年 - 血圧降下剤「プレミネント®」発売。日本初のARB-サイアザイド系利尿薬の配合剤
- 2006年 - 肺炎球菌ワクチン「ニューモバックス®NP」発売
- 2007年7月 - 2008年1月に社名を「メルク万有株式会社」とする事を発表（その後、関連の追加調査が確定するまで延期すると追加発表されたが、シェリング・プラウとの合併によりMSDとなった為にこの社名は幻となった。）
- 2007年9月 - 平手晴彦社長の辞任を発表（後任は、米国メルク社のデビッド・W・アンスティス）
- 2008年1月 - マーク・ティムニーが社長に就任
- 2008年10月 - つくば研究所（茨城県つくば市）を2009年末に閉鎖することを発表。
- 2009年8月 - つくば研究所を大鵬薬品工業に売却。
- 2009年12月 - 糖尿病治療薬「ジャヌビア®」発売
- 2010年8月 - トニー・アルバレズが社長に就任
- 2010年10月1日 - 2009年11月の米国メルク社のシェリング・プラウ社買収に伴い、シェリング・プラウ日本法人と事業統合した。同時に社名も、米国メルク社のアメリカ、カナダ以外の地域での名称、「MSD (Merck Sharp & Dohme)株式会社」に変更された。これ以降は米国メルク参照。

## かつての主要製品
- ニューロタン®　（ロサルタン, アンジオテンシンⅡ受容体拮抗薬：高血圧治療薬、2型糖尿病性腎症治療薬）
- リポバス®　（シンバスタチン, HMG-CoA還元酵素阻害剤：高脂血症治療剤）
- レニベース®　（エナラプリル, アンジオテンシン変換酵素阻害剤：血圧降下剤）
- チエナム®　（カルバペネム系抗生物質製剤）
- シングレア®　（モンテルカスト, ロイコトリエン受容体D4拮抗薬：気管支喘息治療薬）
- フォサマック®　（ビスフォスフォネート：骨粗鬆症治療薬）
- プレミネント®　（アンジオテンシンⅡ受容体拮抗薬/サイアザイド系利尿薬 配合剤：血圧降下剤）
- プロペシア®　（5α還元酵素阻害剤：AGA（男性型脱毛症）治療薬）
- チモプトール®/チモプトール®XE　（β2ブロッカー：緑内障・高眼圧症治療剤）
- トルソプト®/コソプト®　（炭酸脱水酵素阻害剤/β-遮断剤配合剤：緑内障・高眼圧症治療剤）
- ニューモバックス®NP　（肺炎球菌ワクチン）
- ヘプタバックス®-Ⅱ　（B型肝炎ワクチン）
- ジャヌビア®　（シタグリプチン、DPP-4阻害剤、糖尿病治療薬）
- トリプタノール®　（アミトリプチリン塩酸塩、抗うつ薬）…2010年末より、日医工が製造販売の権利を継承し、継続販売中。

## かつての事業所
- 本社・臨床医薬研究所（東京都千代田区）
- 妻沼工場（埼玉県熊谷市）
- 岡崎工場（愛知県岡崎市）　（2006年に閉鎖）
- つくば研究所（茨城県つくば市）　（2009年に大鵬薬品工業に売却）
- 支店：東京、大阪など全国15か所
- 営業所・課：全国158か所